# Jaroslav Mikoška
Jaroslav Mikoška (* 1977) je skladatel, textař, producent a kytarista zlínské skupiny Premier.

## Život
Již jako šestiletý začal studovat hru na klasickou kytaru v LŠU Malenovice. Později přidal také hru na klavír. Po neúspěšné snaze vystudovat konzervatoř, se plně začal věnovat hře na elektrickou kytaru. Prošel několika kapelami, než přijal nabídku skupiny Premier. Skupina Premier je známá řadou hitů české hudební scény z nich nejznámější je zřejmě píseň Hrobař z roku 1995. Působil například v metalové formaci Fakultura. V letech 2004-2006 se podílel na sólovém projektu Takahe, který se dostal až do finále soutěže CocaCola PopStar. Má jednu dceru Lauru.

## Nástroje
Ovládá hru na ukulele a keyboard. Používá kytarový aparát Mesa Boogie Dual Rectifier a Orange Rockeverb.
- Box Engel – PRO Cabinet 4x12 V30
- akustik box Custom
- Kytary Fender Stratocaster, Bach, Walden